# Nowy Zamek w Bańskiej Szczawnicy

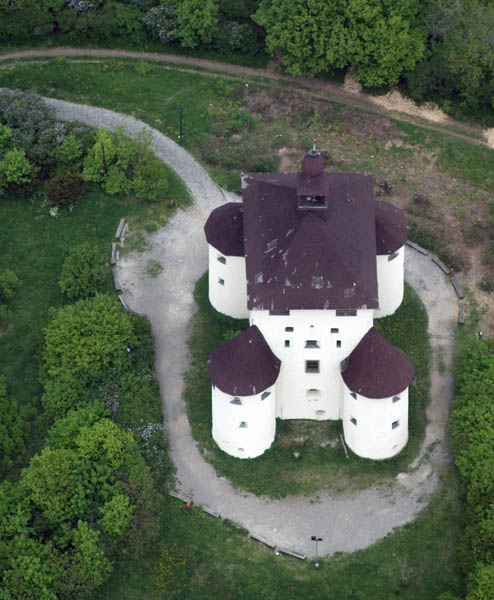
Nowy Zamek z lotu ptaka

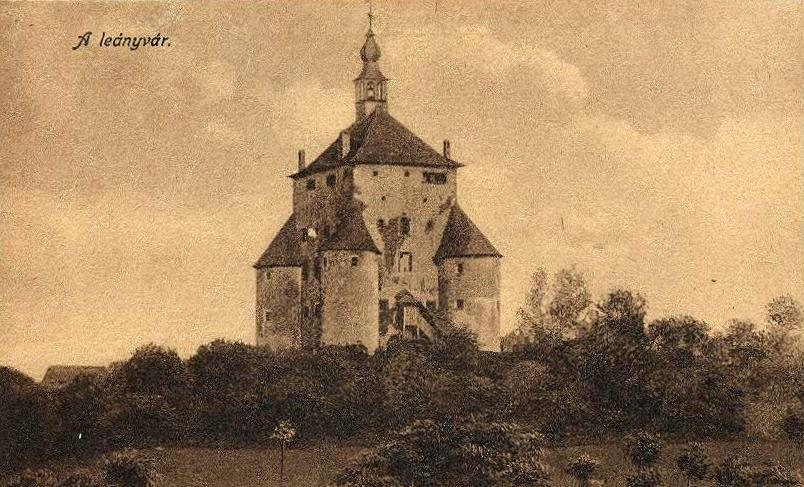
Nowy Zamek (fot. arch. sprzed 1918 r.)

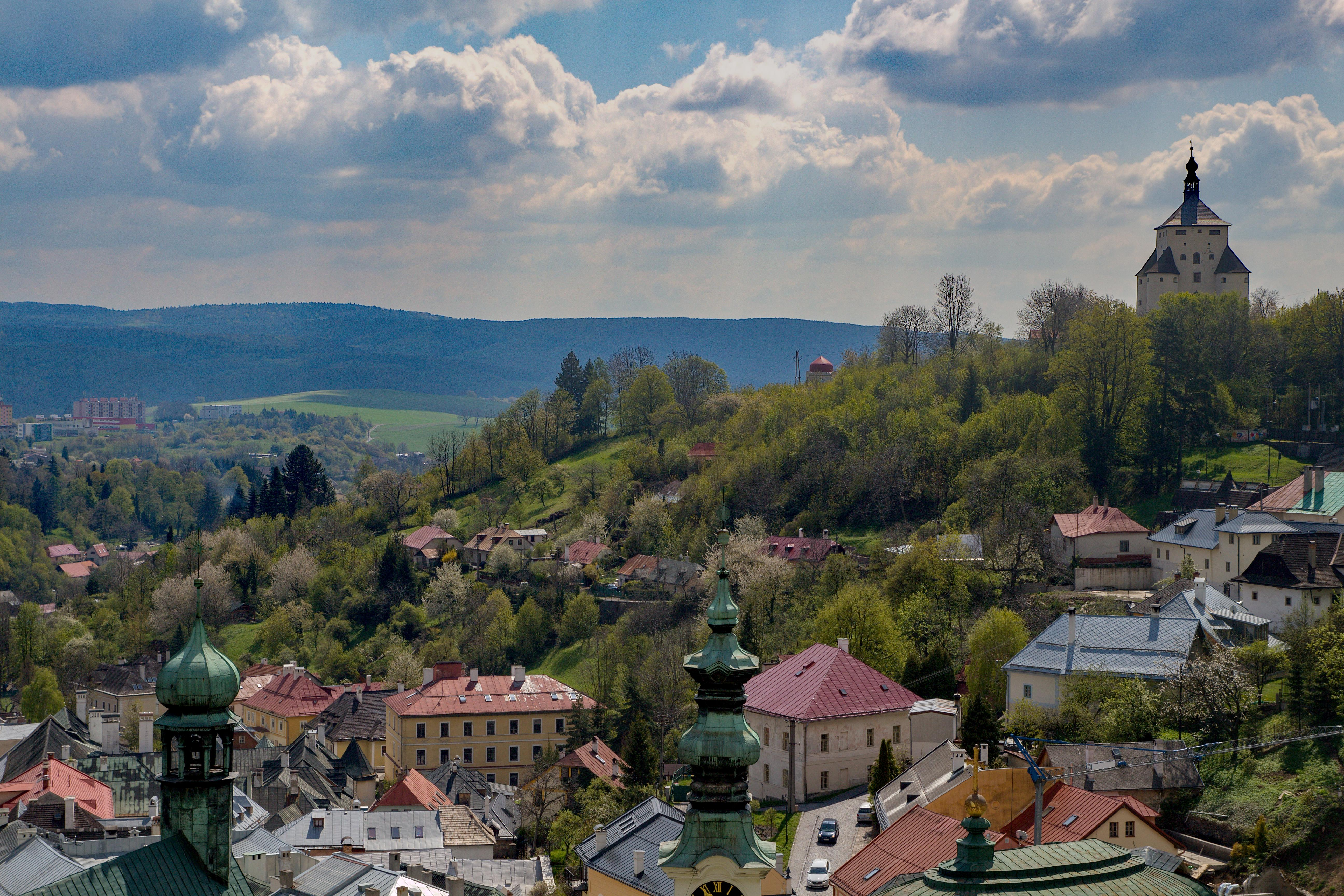
Nowy Zamek dominuje nad centrum starego miasta

Nowy Zamek (słow. Nový zámok, Nový hrad, Dievčenský hrad, Dievčenský zámok, Panenský hrad) – masywna XVI-wieczna budowla obronna w Bańskiej Szczawnicy na Słowacji. W przeszłości jeden z najistotniejszych elementów systemu fortyfikacji miejskich, a obecnie jedna z charakterystycznych dominant miasta.

## Położenie
Znajduje się kilkaset metrów na południe od centrum starego miasta. Zbudowano go na wysokości 630 m n.p.m., na wierzchołku niewielkiego wzgórza, dominującego nad drogą (obecnie ulica J. K. Hella) wiodącą z miasta do Szczawnickich Bani i dalej do Pukanca i Levic, skąd spodziewano się najbardziej zagrożenia. Do samego zamku prowadzi wąska ulica Novozámocká.

## Nazwa
Swoją słowacką nazwę (Dievčenský hrad, Dievčenský zámok, Panenský hrad) otrzymał zamek od nazwy wzgórza na którym go wzniesiono, zwanego Panieńskim Wierchem (słow. Dievčenský vrch, niem. Frauenberg). Inna wersja mówi, że nazwę tę otrzymał na pamiątkę Barbory Rössl, córki jednego z najbogatszych bańskoszczawnickich mieszczan, która w obliczu tureckiego zagrożenia przekazała na jego budowę pieniądze przeznaczone na swój posag. Postać pięknej i kapryśnej, ale nieszczęśliwej  Barbory pojawia się w powieści miejscowego pisarza Jozefa Horáka pt. "Zlaté mesto".

## Historia
Zbudowany został w stylu renesansowym w latach 1564-1571, kiedy to coraz realniejsze stawało się zagrożenie ze strony Imperium Osmańskiego. Forma i usytuowanie budowli wynikały z faktu, że z założenia była ona częścią optycznego systemu sygnalizacyjnego, za pomocą którego przekazywano informacje o zbliżającym się niebezpieczeństwie od Pukanca aż po Ľubietovą. W ciągu dnia sygnały przekazywano wywieszaniem czerwonych bądź czarnych flag, zaś w nocy rozpalanymi ogniskami. Po zaniku zagrożenia tureckiego w wyniku bitwy pod Wiedniem w 1683 r. aż do końca XVIII w. obiekt był wykorzystywany na magazyn prochu strzelniczego dla bańskoszczawnickich kopalń. Następnie aż do początków II wojny światowej służył jako strażnica pożarowa i wieża sygnalizacyjna, z której odpowiednim trąbieniem oznajmowano każdy kwadrans i każdą pełną godzinę, a o godzinie szóstej rano bębnieniem ogłaszano pobudkę. W latach 60. XX w. przeszedł gruntowną renowację.

## Architektura
Zamek murowany z kamienia, otynkowany. Centralnym elementem obiektu jest masywna, czworoboczna, pięciokondygnacyjna wieża, do której narożników przylegają cztery niższe, okrągłe baszty alkierzowe, sięgające trzeciej kondygnacji. Centralna wieża nakryta jest dachem namiotowym, zakończonym ażurową wieżyczką zwieńczoną cebulastą banią. Cztery baszty nakryte są niepełnymi dachami stożkowymi. Wszystkie dachy kryte są gontem. Zarówno blok centralny jak i baszty zostały wyposażone w liczne strzelnice przystosowane do broni palnej, w tym artylerii. Również na tarasie wokół zamku rozmieszczone były 24 działa, które zostały stąd zabrane w rewolucyjnym roku 1848.
Zamek został pierwotnie włączony w skład miejskich murów obronnych, które biegły od niego w stronę Bramy Piargskiej oraz w stronę Kammerhofu. Obecnie mury te nie istnieją.

## Aktualne wykorzystanie
Obecnie zamek wchodzi w skład Słowackiego Muzeum Górniczego (słow. Slovenské banské múzeum). Umieszczona jest w nim ekspozycja związana z historią miasta w czasie zagrożenia osmańskiego w XVI i XVII w., w tym broń i uzbrojenie wojsk węgierskich i tureckich, wyposażenie twierdz, a także zbiór malowanych tarcz strzeleckich i portretów rodziny Kohárych, zasłużonej w walkach z Turkami. Osobna ekspozycja gromadzi eksponaty związane z miejscową Ochotniczą Strażą Pożarną (słow. Dobrovoľný hasičský zbor Banskej Štiavnice), która powstała w 1873 jako jedna z pierwszych na terenach dzisiejszej Słowacji. Najwyższa kondygnacja głównego bloku pełni rolę tarasu widokowego, z którego roztacza się doskonały widok na całe miasto.